# South Arapahoe County
Der South Arapahoe County war ein County im Staat Colorado, der vom 15. November 1902 bis zum 11. April 1903 bestand und dann der Name zum Arapahoe County geändert wurde.

## Geschichte
Die Colorado General Assembly stimmte 1901 den Arapahoe County in drei Teile zu teilen: eine neue zusammengefasste City und County of Denver, einen neuen Adams County und den Rest des Arapahoe County wurde zu South Arapahoe County umbenannt. Einer Entscheidung des Colorado Supreme Court folgte die Legislative und führte ein Referendum durch, dass die Reorganisation bis zum 15. November 1902 verzögerte. Gouverneur James Bradley Orman bestimmte Littleton als vorläufige Kreisstadt (County Seat) von South Arapahoe County. Am 11. April 1903 änderte die Colorado General Assembly den Namen von South Arapahoe County zurück zu Arapahoe County.